# Österfjärden (vid Tunnhamn, Kimitoön)
För andra betydelser, se Österfjärden (olika betydelser).
Österfjärden är en fjärd i Finland. Den ligger i landskapet Egentliga Finland, i den sydvästra delen av landet, 150 km väster om huvudstaden Helsingfors.
Österfjärden avgränsas av Bärsskär och Tunnhamn i väster, Fåfängskär i norr, Stora Kalskären i öster samt Stora Dunskär i söder. Den ansluter till Norrfjärden i söder och Västerfjärden i nordöst.